# Union Pacific 844
Union Pacific 844 is een 2'D2' stoomlocomotief uit de FEF-3-klasse, gebouwd door de American Locomotive Company en eigendom van de Union Pacific Railroad. Deze locomotief werd in december 1944 in gebruik genomen, en is vandaag de dag de enige stoomlocomotief die nooit buiten dienst is gesteld door de oorspronkelijke eigenaar in de Verenigde Staten.
De locomotief was een van 10 stoomlocomotieven van dit type die in 1944 werd gebouwd in opdracht van de Union Pacific. Deze locomotieven stonden bij de Union Pacific bekend als de FEF-3 klasse, en werden onder andere ingezet voor de Overland Limited, Los Angeles Limited, Portland Rose en Challenger. Het was een van de laatste stoomlocomotieven die werden ontwikkeld, daar de aandacht steeds meer uitging naar dieseltractie. In 1960 werd de 844 uit de commerciële dienst gehaald, maar in plaats van de locomotief te ontmantelen werd besloten de locomotief een nieuwe bestemming te geven als trekkracht voor excursietreinen. Ook werd de locomotief ingezet bij speciale gelegenheden. Zo werd de 844 onder andere ingezet op de Expo 74 in Spokane, in het Utah State Railroad Museum, bij de opening van het California State Railroad Museum Sacramento in 1981, de World's Fair van 1984 in New Orleans, en bij de viering van het 50-jarig jubileum van het Los Angeles Union Station in 1989.
De 844 wordt ook nog met regelmaat gebruikt in films en televisieseries. Zo is een 844 te zien in de aflevering “Steam Train” van Extreme Trains.